# Хайнрих III фон Хонщайн-Арнсберг-Зондерсхаузен
Хайнрих III фон Хонщайн-Арнсберг-Зондерсхаузен (на немски: Heinrich III von Honstein; * ок. 1256 в Хонщайн, † между 10 август и 13 декември 1305//1306) е граф на Хонщайн-Арнсберг-Зондерсхаузен до южен Харц.
Той е син на граф Хайнрих I (II) фон Хонщайн († 1286) и съпругата му Мехтилд фон Регенщайн († 1283), дъщеря на граф Улрих I фон Регенщайн († 1265/1267).
Брат е на Хайнрих IV фон Хонщайн-Клетенберг († ок. 1344/1350), граф на Хонщайн-Клетенберг-Лохра, и на духовниците Улрих († 1294/1296), Елгер († ок. 1300) и Елгер „Млади“ († сл. 1302, рицар, комтур в Рогенхузен). Сестра му Луитгард († сл. 1279) се омъжва за граф Албрехт IV фон Барби-Мюлинген († сл. 1312).

## Фамилия
Хайнрих III se жени пр. 28 ноември 1282 г. за Юта фон Равенсберг († пр. 10 август 1305), дъщеря на граф Ото II (III) фон Равенсберг († 1306) и Хедвиг фон Липе († 1315). Те имат децата:
- Хайнрих V (* 1290; † 1356), граф на Хонщайн в Зондерсхаузен, женен пр. 1341 г. за херцогиня Матилда фон Брауншвайг-Гьотинген († сл. 1 юни 1356), дъщеря на херцог Албрехт II фон Брауншвайг-Волфенбютел-Гьотинген († 1318) и Рикса фон Верле († 1312/1317)
- Дитрих IV († 11 април 1317), граф на Хонщайн в Зондерсхаузен, женен пр. 11 август 1312 г. за Мехтилд фон Ваймар-Орламюнде († сл. 1312), дъщеря на граф Херман V (IV) фон Ваймар-Орламюнде († 20 ноември 1319) и Мехтилд фон Рабенсвалде († сл. 1339)
- Ото († сл. 1314), домхер в Магдебург (1309 – 1314) и вер. в Халберщат (1314 – 1316)
- Ода († сл. 1307), омъжена пр. 1303 г. за граф Хайнрих I/II Млади фон Байхлинген-Лора († 1335)
- София († 15 юни 1322), омъжена на 28 септември 1296 г. за граф Хайнрих III фон Бланкенбург IV Млади фон Бланкенбург († сл. 8 октомври 1330)
- Хедвиг († сл. 1305)
- Елизабет († сл. 1305)
- Лукардис († сл. 1362), абатиса в Ихтерсхаузен (1359 – 1362)
- Юта († сл. 1353), приорес в Ихтерсхаузен
- Агнес († сл. 1305)
- две деца (* 1283)